# 姫路市立高岡西小学校
姫路市立高岡西小学校（ひめじしりつ たかおかにししょうがっこう）は、兵庫県姫路市上手野に所在する公立小学校。

## 沿革
- 1980年（昭和55年）4月1日 - 姫路市立高岡小学校から分離して開校。

## 通学区域
- 西今宿二丁目、西今宿六丁目、藤ケ台、下手野一丁目、下手野二丁目、下手野三丁目、下手野四丁目、下手野五丁目、下手野六丁目、上手野、東夢前台1丁目、東夢前台2丁目、東夢前台3丁目[1]

※卒業後は基本的に姫路市立高丘中学校に進学する。

## 通学区域が隣接している学校
- 姫路市立高岡小学校
- 姫路市立安室小学校
- 姫路市立曽左小学校
- 姫路市立白鳥小学校
- 姫路市立青山小学校
- 姫路市立八幡小学校